# 韓伊秀
韓伊秀（韓語：한이수，2002年10月11日—），韓國女演員。原以本名朴彩伶活動，2024年起改以藝名重新出發。

## 演出作品

### 劇集
| 年份 | 播放平台 | 劇名         | 角色     | 備註 |
| 2023 | KBS2     | 《婚禮大捷》 | 孝靜公主 | 配角 |

## 外部連結
- 官方网站
- 韓伊秀的Instagram帳戶
- 韓伊秀在NAVER上的资料
- 韓伊秀在Daum上的资料